# Dampierre (Calvados)
Dampierre era una comuna francesa situada en el departamento de Calvados, de la región de Normandía, que el 1 de enero de 2017 pasó a ser una comuna delegada de la comuna nueva de Val-de-Drôme al fusionarse con las comunas de La Lande-sur-Drôme, Saint-Jean-des-Essartiers y Sept-Vents.

## Demografía
| Gráfica de evolución demográfica de Dampierre (Calvados) entre 1800 y 2014 |
|                                                                            |

Los datos demográficos contemplados en este gráfico de la comuna de Dampierre se han cogido de 1800 a 1999 de la página francesa EHESS/Cassini, y los demás datos de la página del INSEE.